# Puskás Akadémia FC
Puskás Akadémia FC je maďarský fotbalový klub z obce Felcsút. Klub byl založen v roce 2005, od sezony 2017/2018 působí v nejvyšší maďarské lize, Nemzeti bajnokság I.

## Historie
Cíl zakladatelů klubu bylo vytvořit akademii pro Fehérvár FC, a zařídit ji jako vhodný památník legendárního maďarského fotbalisty Ference Puskáse.

## Soupiska

### Češi v klubu
- David Vaněček (2019–2021)
- Jakub Plšek (2020–)
- Patrizio Stronati (2021–)
- Libor Kozák (2021–)

## Umístění klubu v jednotlivých sezonách
Legenda: Z – zápasy, V – výhry, R – remízy, P – porážky, VG – vstřelené góly, OG – obdržené góly, +/− – rozdíl skóre, B – body, červené podbarvení – sestup, zelené podbarvení – postup, fialové podbarvení – reorganizace, změna skupiny či soutěže
| Maďarsko (2005 – ) |                      |        |    |    |    |    |    |    |    |        |
| Sezóny             | Liga                 | Úroveň | Z  | V  | R  | P  | VG | OG | B  | Pozice |
| ...                |                      |        |    |    |    |    |    |    |    |        |
| 2012/13            | Nemzeti bajnokság II | 2      | 30 | 21 | 7  | 2  | 57 | 18 | 70 | 1.     |
| 2013/14            | Nemzeti bajnokság I  | 1      | 30 | 8  | 7  | 15 | 36 | 51 | 31 | 14.    |
| 2014/15            | Nemzeti bajnokság I  | 1      | 30 | 10 | 5  | 15 | 35 | 40 | 35 | 12.    |
| 2015/16            | Nemzeti bajnokság I  | 1      | 30 | 7  | 10 | 16 | 35 | 51 | 31 | 14.    |
| 2016/17            | Nemzeti bajnokság II | 2      | 38 | 22 | 11 | 5  | 67 | 39 | 77 | 1.     |
| 2017/18            | Nemzeti bajnokság I  | 1      | 33 | 11 | 10 | 12 | 41 | 46 | 43 | 6.     |
| 2018/19            | Nemzeti bajnokság I  | 1      | 33 | 11 | 7  | 15 | 36 | 45 | 40 | 7.     |
| 2019/20            | Nemzeti bajnokság I  | 1      | 33 | 14 | 12 | 7  | 52 | 41 | 54 | 3.     |
| 2020/21            | Nemzeti bajnokság I  | 1      | 33 | 18 | 4  | 11 | 52 | 42 | 58 | 2.     |
| 2021/22            | Nemzeti bajnokság I  | 1      |    |    |    |    |    |    |    |        |

## Evropské poháry
| Sezona  | Pohár                     | Kolo        | Soupeř         | D     | V     | Celkem |
| ------- | ------------------------- | ----------- | -------------- | ----- | ----- | ------ |
| 2020/21 | Evropská liga             | 1. předkolo | Hammarby IF    | —     | 0 : 3 | —      |
| 2021/22 | Evropská konferenční liga | 1. předkolo | FC Inter Turku | 0 : 0 | 0 : 0 | 0 : 0  |